# Parti populaire du Tibet

Logo du People's Party of Tibet

Le People's Party of Tibet (Parti populaire du Tibet) 
est un parti politique tibétain fondé en mai 2011 à l'initiative de Tenzin Rabgyal dans le but d'apporter un autre parti dans le processus démocratique des Tibétains en exil. Celui-ci défend la politique de la voie médiane.
Le parti a soutenu Tashi Wangdu lors de l'élection du Premier ministre tibétain de 2016 et a également présenté ses propres candidats pour les élections législatives tibétaines de 2016.